# Samsung Galaxy S21

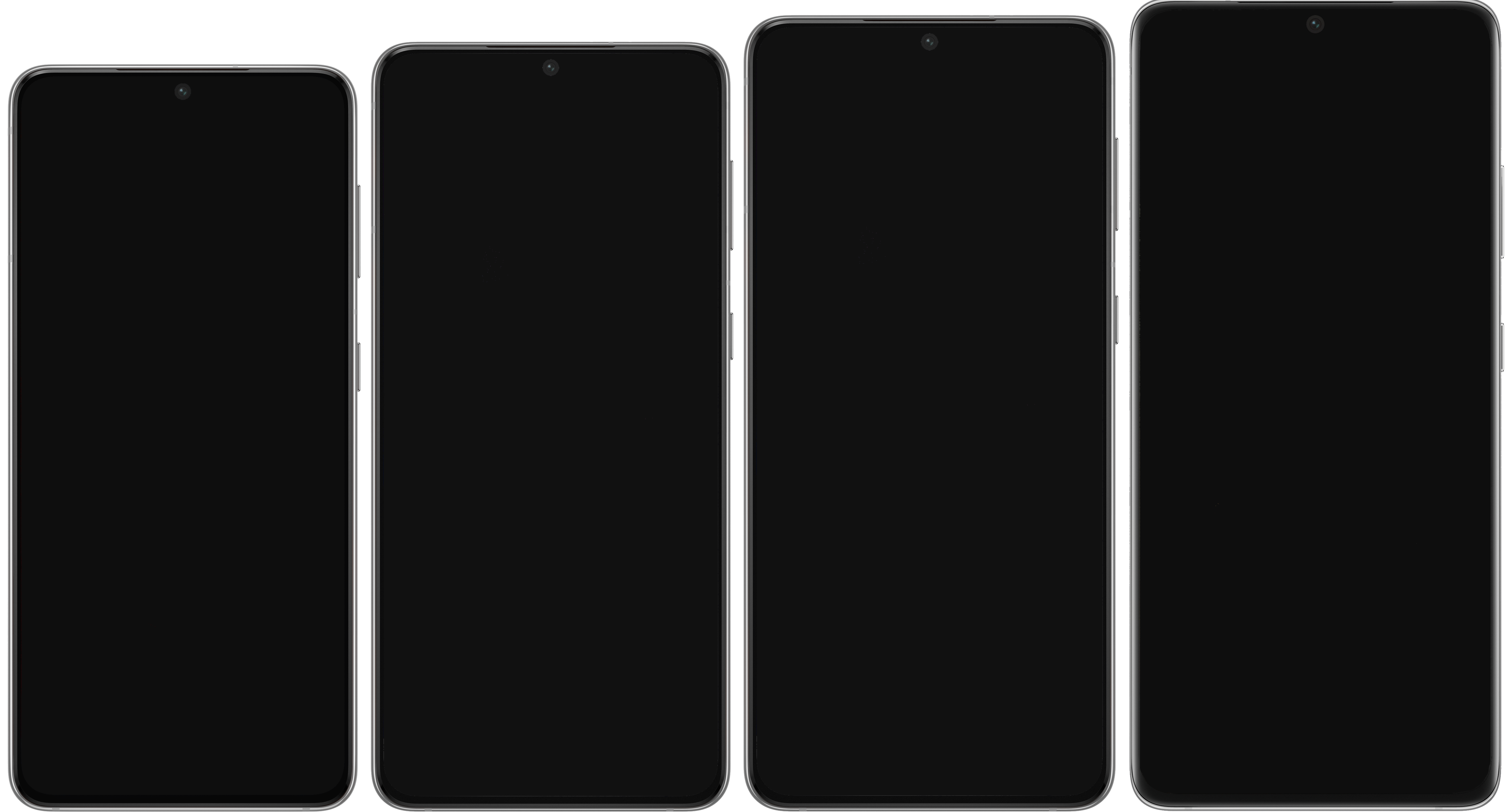
Samsung Galaxy S21

Samsung Galaxy S21 je řada Smartphone s Android navržen, vyvinut, prodáván a vyráběn společností Samsung Electronics jako součást jejich série Galaxy S. Společně slouží jako nástupce řady Galaxy S20. První tři modely byly představeny na akci Samsung Galaxy Unpacked dne 14. ledna 2021, zatímco edice Fan Edition byla odhalena na akci Consumer Electronics Show 2022 dne 3. ledna 2022. První tři telefony byly vydán na trh 29. ledna 2021, zatímco FE byl vydán 11. ledna 2022.

## Sestava
Nabídka se skládá ze čtyři zařízení, přičemž Galaxy S21 zpočátku nejlevnější s menší velikostí obrazovky a (plastovou) polykarbonátovou zadní stranou, která je později podříznuta Galaxy S21 FE se stejným materiálem, bez toho, aby byl modul fotoaparátu také polykarbonát než kov. Na rozdíl od Galaxy S20 + je Galaxy S21 + velmi podobný specifikaci S21, s výjimkou většího displeje, vyšší kapacity baterie a zadního skla místo plastu. Galaxy S21 Ultra má ještě větší velikost obrazovky, baterii a řadu dalších vylepšení oproti ostatním modelům, včetně pokročilejšího nastavení fotoaparátu zvýrazněného hlavním snímačem 108 MP s laserovým autofokusem a displejem s vyšším rozlišením 1440p. S21 Ultra je také prvním telefonem řady Galaxy S, který podporuje S Pen, i když se prodává samostatně a s omezenou funkčností.

## Design
Řada Galaxy S21 má design podobný svému předchůdci, s displejem Infinity-O obsahujícím kruhový výřez ve středu nahoře pro přední selfie kameru. Zadní panel modelu S21 a S21 FE je vyztužený polykarbonátem podobným jako u S20 FE a Note 20, zatímco u S21 + a S21 Ultra se používá sklo. Modul zadní kamery byl integrován do těla telefonu a má kovový rámeček; S21 Ultra má karbonový rámeček fotoaparátu pro exkluzivní barvy.

## Specifikace

### Hardware

#### Čipové sady
Řada S21 zahrnuje čtyři modely s různými hardwarovými specifikacemi. Mezinárodní modely S21 využívají systém Exynos, zatímco americké, korejské a čínské modely využívají Qualcomm Snapdragon 888.

#### Displej
Řada S21 je vybavena displeji „Dynamic AMOLED 2X“ s podporou HDR10 + a technologií „mapování dynamických tónů“. S21, S21 FE, a S21 + jsou vybaveny 6,2palcovým, 6,4palcovým, a 6,7palcovým 1080p displejem, zatímco S21 Ultra je vybaven 6,8palcovým 1440p displejem. Displeje S21, S21 FE, a S21 + mají ploché strany, zatímco verze Ultra má zakřivené strany, které se svažují přes vodorovné okraje zařízení. Všechny čtyři modely nabízejí obrazovku LTPS s proměnlivou obnovovací frekvencí pro obrazovky S21 , S21 FE, a S21 + a LTPO pro S21 Ultra, kterou společnost Samsung poprvé implementovala na Note 20 Ultra. Nastavení má dvě možnosti, 60 Hz a Adaptivní, přičemž druhou lze upravit podle zobrazeného obsahu. Obnovovací frekvence má maximálně 120 Hz a minimálně 48 Hz u S21 a S21 + nebo 10 Hz u S21 Ultra. Model S21 Ultra podporuje 120 Hz při rozlišení QHD +, na rozdíl od modelů S20 Ultra a Note 20 Ultra, které vyžadovaly, aby uživatelé přepnuli na rozlišení FHD +. Všechny modely kromě S21 FE využívají druhou generaci ultrazvukového snímače otisků prstů na obrazovce, přičemž druhý z nich se místo toho rozhodl pro optický systém na obrazovce. Modely S21 a S21 + nabízejí 8 GB RAM s možností 128 GB a 256 GB pro interní úložiště. Modely S21 FE nabízejí 6 a 8 GB RAM se 128 GB a 256 GB pro vnitřní úložiště. S21 Ultra má 12 GB RAM s možností 128 GB a 256 GB a také 16 GB s 512 GB interního úložiště. Všechny tři modely postrádají slot pro kartu microSD, který byl přítomen u řady S20.

#### Baterie
Modely S21, S21 FE, S21+, a S21 Ultra obsahují nevyjímatelné baterie Li-Po 4000 mAh, 4500 mAh, 4800 mAh, a 5000 mAh. Všechny čtyři modely podporují kabelové nabíjení přes USB-C až do 25 W (pomocí USB Power Delivery) a také Qi indukční nabíjení až do 15 W. Telefony také mají schopnost nabíjet další zařízení kompatibilní s Qi z vlastní baterie S21, která je označována jako „Wireless PowerShare“, a to až do 4,5 W.

#### Konektivita
Všechny čtyři telefony podporují sítě 5G SA / NSA, Galaxy S21, S21 FE, a S21+ podporují Wi-Fi 6 a Bluetooth 5.0, zatímco Galaxy S21 Ultra podporuje Wi-Fi 6E a Bluetooth 5.2. Modely S21 + a S21 Ultra také podporují Ultra Wideband (UWB) pro komunikaci na krátkou vzdálenost podobnou NFC (nezaměňovat s 5G mmWave, který je prodáván jako Ultra Wideband od Verizon). Společnost Samsung používá tuto technologii pro svou novou funkci „SmartThings Find“ a připravovaný Samsung Galaxy SmartTag.

#### Fotoaparáty
Fotoaparáty S21, S21 FE, a S21 + mají podobné nastavení fotoaparátu jako jejich předchůdci, ale těží z vylepšeného softwaru a zpracování obrazu. S21 a S21+ mají 12MP širokoúhlý snímač, 64MP teleobjektiv s 3x hybridním zoomem a 12MP ultra širokoúhlým snímačem, zatímco S21 FE má 12MP širokoúhlý snímač, 8MP teleobjektiv s 3x hybridní zoom a 12MP ultra širokoúhlý snímač. S21 Ultra má nový senzor HM3 108 MP s několika vylepšeními oproti předchozímu senzoru HM1 108 MP, včetně 12bitového HDR. Má také dva 10 MP teleobjektivy s 3x a 10x optickým zoomem a také 12 MP ultrawide senzor. Přední kamera používá 10 MP snímač u S21 a S21+, 32 MP snímač u S21 FE, a 40 MP snímač u S21 Ultra. Záznam 4K60 je podporován ultraširokou kamerou na S21, S21 FE, a S21 + a všemi kamerami na S21 Ultra.
Řada Galaxy S21 může nahrávat video HDR10 + a podporovat HEIF.

#### Podporované režimy videa
Řada Samsung Galaxy S21 podporuje následující režimy videa:
- 8K @ 24fps (možná až 30fps na S21 Ultra)
- 4K @ 30 / 60fps
- 1080p @ 30/60 / 240fps
- 720p @ 960fps (480fps je upscaled na 960fps na S21 Ultra)

### Software
Všechny čtyři telefony běží na Androidu 11 na základě vlastního vzhledu Samsung One UI 3.1.
Všechny mají Samsung Knox pro lepší zabezpečení zařízení.

## Recenze
Dieter Bohn ve své recenzi pro The Verge ocenil poutavý displej S21 Ultra, rychlý výkon, dlouhou výdrž baterie a obecná vylepšení kamerového systému, což se mu líbí jako u iPhonu 12 Pro Max; Bohn však poznamenal, že zadní strana telefonu je náchylnější k drobným promáčknutím a poškrábání.